# Danilo Pereira
Danilo Luís Hélio Pereira CvIH • ComM, mais conhecido como Danilo (Bissau, 9 de setembro de 1991), é um futebolista português que joga como médio centro no Al-Ittihad.
Após ter passado pela formação do Benfica e pelo futebol italiano, grego e holandês, Danilo trocou o Marítimo pelo FC Porto em 2015, sendo, desde o início da época 2019-20, capitão de equipa. Com mais de 190 jogos pelo clube, venceu a Liga Portuguesa em 2017-18 e 2019-20.

## Clubes

### Formação
O jovem Danilo Pereira deu os primeiros passos no futebol no Arsenal 72 e no Estoril Praia, até rumar ao Benfica na época 2008-09, com 16 anos. O médio esteve duas temporadas na formação do clube, atuando na equipa de juniores, na qual foi orientado por velhas glórias do Benfica, tais como João Alves, Diamantino Miranda ou Fernando Chalana. Na formação do Benfica, que vivia as primeiras temporadas no Centro de Estágio do Seixal, Danilo jogou ao lado de Mário Rui, Diogo Figueiras, Roderick Miranda, David Simão ou Nélson Oliveira.

### Parma
No verão de 2010, Danilo trocou o Sport Lisboa e Benfica pelo Parma. O médio chegou a Itália com somente 18 anos, tendo realizado 10 partidas pela equipa sub-19 do Parma no campeonato Primavera italiano 2010-11. Danilo foi convocado para as partidas da Serie A contra Palermo, a 11 de dezembro de 2010, e Bologna, a 19 de dezembro de 2010, mas não se chegou a estrear na competição. Em janeiro, o português foi cedido ao Aris, da Grécia. No Aris, Danilo realizou cinco partidas para o campeonato. Marcou na sua estreia, a 27 de fevereiro de 2011, num empate (2-2) contra o Larissa, e no seu último jogo, a 17 de abril de 2011, numa vitória, contra o Xanthi. O Aris terminou a Superliga grega 2010-11 na 6.ª posição e Danilo regressou ao Parma após o final do seu empréstimo.
Em 2011-12, Danilo incorporou-se mais tarde devido à participação no Mundial sub-20 com Portugal, no qual se sagrou vice-campeão do mundo. No regresso ao Parma, esteve 15 dias de fora devido a uma fratura por fadiga, fazendo os seus primeiros encontros no campeonato Primavera. Pela equipa sub-19 do Parma, jogou contra o Siena, a 15 de outubro de 2011, contra o Sassuolo, a 5 de novembro de 2011, partida na qual marcou um golo, e contra a Juventus, a 10 de dezembro de 2011. A 21 de dezembro de 2011, Danilo estreou-se na Serie A, ao realizar 13 minutos na partida contra o Catania. Num duelo que terminou com empate a 3 golos, Franco Colomba foi o treinador que promoveu a estreia do médio. Até final da temporada, Danilo atuaria em mais quatro partidas da Serie A, contra Inter, Siena (duas vezes) e Atalanta, fazendo ainda mais dois encontros no campeonato Primavera até final de 2011-12.

### Marítimo
No verão de 2013, Danilo, com 21 anos, regressou a Portugal para representar o Marítimo. Com Pedro Martins como treinador da equipa da Madeira, Danilo estreou-se na Primeira Liga portuguesa a 18 de agosto de 2013. Na primeira jornada do campeonato 2013-14, Danilo realizou os 90 minutos na vitória, por 2-1, do Marítimo contra o Benfica de Jorge Jesus, fazendo assim o médio a estreia na principal competição do futebol português frente à equipa na qual fez parte da formação. Em 2013-14, Danilo realizou 32 encontros pelo Marítimo (29 como titular), tendo participado em 28 das 30 jornadas da Liga portuguesa. Apontou um golo, no dia 19 de dezembro de 2013, no empate, a duas bolas, do Marítimo contra o Sporting Clube de Braga. A equipa de Pedro Martins terminou o campeonato em 6.º.
Em 2014-15, Danilo viveu uma temporada de grande êxito. O médio, que começou a campanha com 22 anos de idade e a terminou com 23, realizou 38 dos 43 jogos que o Marítimo disputou na época, todos na condição de titular da equipa. Danilo apontou três golos na liga, ao Moreirense (numa derrota, por 2-1, a 2 de novembro de 2014), Sporting de Braga (numa vitória por 3-1, a 9 de maio de 2015) e Rio Ave (numa vitória, por 4-0, a 17 de maio de 2015). O Marítimo, que começou a época treinado por Leonel Pontes e a acabou orientado por Ivo Vieira, terminou a Liga NOS 2014-15 em 9.º lugar, conseguindo chegar à final da Taça da Liga. A 29 de maio de 2015, com Danilo Pereira a realizar os 90 minutos, o Marítimo perdeu, por 2-1, contra o Benfica na final da prova.

A grande campanha de Danilo permitiu-lhe a estreia na seleção AA, a qual decorreu a 31 de março de 2015, pela mão de Fernando Santos, numa derrota, por 2-0, num amigável frente a Cabo Verde. Além da chamada à seleção, também a crítica reconheceu o nível de Danilo em 2014-15. O site da UEFA colocou o jogador entre “as revelações da Liga 2014-15”, num artigo publicado a 26 de maio de 2015. Também o site “Visão de Mercado” nomeou Danilo para o “melhor 11 de 2014-15 em Portugal”.

### FC Porto
No verão de 2015, Danilo Pereira era um dos jogadores da Liga portuguesa com mais mercado. Várias notícias associaram um interesse do Sporting ao jogador, tendo o médio admitido ter falado com Jorge Jesus, que acabava de ser contratado pelo clube de Alvalade. Em janeiro de 2020, Jorge Jesus admitiu ter pedido à direção do Sporting a contratação de Danilo ao Marítimo. No entanto, o internacional português acabou por rumar ao FC Porto, numa transferência que rendeu ao Marítimo 4,5 milhões de euros. É a maior venda da história do Marítimo.

Danilo estreou-se pelo FC Porto a 15 de agosto de 2015, num triunfo (3-0) frente ao Vitória de Guimarães. O médio atuou 90 minutos com Julen Lopetegui no banco. Na sua primeira época no clube, Danilo foi quase sempre titular, realizando 45 dos 52 encontros dos “dragões” na época, mais do que qualquer outro membro do plantel do clube. Danilo foi titular em 38 partidas e apontou 6 golos: marcou ao União da Madeira (num triunfo por 4-0 a 2 de dezembro de 2015), à Académica (numa vitória por 3-1 a 20 de dezembro de 2015), ao Boavista (numa goleada por 5-0 a 10 de janeiro de 2016), ao Estoril (numa vitória por 3-1 a 30 de janeiro de 2016), ao Nacional (numa goleada por 4-0 a 17 de abril de 2016) e, novamente, ao Boavista (num triunfo por 4-0 a 14 de abril de 2015). A época 2015-2016 começou com Lopetegui no banco do FC Porto, mas o espanhol foi substituído por José Peseiro em janeiro. O FC Porto ficou em 3.º na Liga NOS, tendo perdido a final da Taça no desempate por penaltis contra o Sporting de Braga, após um empate a 2 no qual Danilo Pereira realizou os 120 minutos. Em 2015-16, Danilo estreou-se também na Liga dos Campeões. O médio fez o seu primeiro jogo na prova a 16 de setembro de 2015, num empate (2-2) do FC Porto frente ao Dínamo Kiev. Na campanha, Danilo realizou 6 partidas na Champions e outra na Liga Europa, a 25 de fevereiro de 2016, numa derrota (1-0) do FC Porto contra o Borussia Dortmund.

Após a época 2015-16, Danilo foi convocado para o Euro 2016, o qual ajudou Portugal a vencer. No verão de 2016, Nuno Espírito Santo foi contratado como novo treinador do FC Porto. Danilo manteve a sua influência com o Nuno, realizando 41 dos 49 jogos do FC Porto na temporada 2016-17[carece de fontes?] (40 deles como titular). O médio apontou quatro golos, todos no campeonato, frente a Chaves (vitória por 2-1 a 12 de dezembro de 2016), Rio Ave (triunfo por 4-2 a 21 de janeiro de 2017), Arouca (goleada por 4-0 a 10 de março de 2017) e Belenenses (vitória por 3-0 a 8 de abril de 2017). Em outubro de 2016, Danilo foi condecorado como “Futebolista do Ano” nos prémios anuais “Dragões de Ouro”, promovidos pelo FC Porto. A nível coletivo, o FC Porto terminou a temporada 2016-17 em 2.º lugar na Liga Portuguesa, atrás do Benfica. Na Taça de Portugal, a equipa de Nuno Espírito Santo foi eliminada, no desempate por penaltis, ante o Chaves a 18 de novembro de 2016 e na Taça da Liga foi eliminado na fase de grupos. Já na Europa, Danilo foi titular nos 10 encontros que o FC Porto fez na Champions League. A equipa eliminou a Roma no playoff de acesso à fase de grupos da prova (empate 1-1 no Dragão e vitória por 3-0 em Roma), com Danilo a realizar os 90 minutos em ambos os duelos. Na fase de grupos, o FC Porto passou em 2.º no grupo G, atrás de Leicester e à frente de Copenhaga e Club Brugge (Danilo foi titular em todos os encontros). Nos oitavos-de-final, com Danilo a realizar os 90 minutos nos dois duelos, o FC Porto foi eliminado pela Juventus (2-0 no Porto e 1-0 em Turim).
Em 2017-18, Sérgio Conceição substituiu Nuno Espírito Santo como técnico do FC Porto. Danilo Pereira manteve-se no clube, e na sua terceira temporada e com o quarto treinador diferente, manteve papel preponderante. O médio foi titular em 17 dos primeiros 18 jogos dos “azuis e brancos” no campeonato português, marcando um golo no triunfo (2-1), contra a equipa do Rio Ave, no dia 17 de setembro de 2017. O médio marcou também nas vitórias para a Taça de Portugal contra o Portimonense e Vitória de Guimarães. Na Liga dos Campeões, o FC Porto passou aos oitavos-de-final como segundo do grupo G, atrás do Besiktas e à frente do RB Leipzig e do Mónaco. Danilo foi titular nas seis partidas da equipa de Conceição na fase de grupos, marcando um golo na vitória, por 3-1, contra o RB Leipzig, a 1 de novembro de 2017. Foi o primeiro golo do internacional português nas competições europeias. No entanto, a 24 de janeiro de 2018, Danilo sofreu uma rotura muscular dos gémeos da perna esquerda durante o embate contra o Sporting, a contar para a meia-final da Taça da Liga, lesão que fez o médio perder 12 encontros do FC Porto. O médio regressou à competição a 2 de abril de 2018, jogando 18 minutos na derrota (2-0) da equipa portista ante o Belenenses, mas a 4 de abril de 2018 o FC Porto comunicou que Danilo havia sofrido uma rotura parcial do tendão de Aquiles da perna esquerda, lesão que levou o jogador a não jogar mais em 2017-18 e a falhar o Mundial 2018. Ainda assim, ao disputar 19 partidas na Liga -18 delas como titular -Danilo foi parte importante na conquista do campeonato 2017-18 por parte do FC Porto, conquistando assim o seu primeiro troféu ao serviço do clube.
Em 2018-19, Danilo regressou aos relvados a 2 de setembro de 2019. Após cinco meses sem jogar (a lesão mais grave da sua carreira), o médio voltou a competir atuando 8 minutos na vitória do FC Porto perante o Moreirense por 3-0. Com a lesão debelada, Danilo Pereira partiu para mais uma temporada como titular do FC Porto, participando em 43 dos 57 jogos da equipa de Sérgio Conceição, 39 deles na condição de titular. Na Liga, o médio atuou em 26 das 34 jornadas, marcando a Feirense, no triunfo por 2-1 a 10 de março de 2019 e Sporting, no triunfo por 2-1 a 18 de maio de 2019, num campeonato no qual a equipa de Sérgio Conceição ficou em 2.º, atrás do Benfica. Na Taça de Portugal, Danilo marcou um golo no empate (1-1) na 2.ª mão da meia-final contra o Sporting de Braga, a 2 de abril de 2019. O médio foi também titular na final da competição, atuando 120 minutos no duelo contra o Sporting a 25 de maio de 2019, que foi decidido nos penaltis, vencendo os “leões” a competição. Na Champions, Danilo fez todos os 930 minutos que o FC Porto disputou na competição, ao longo de 10 encontros diferentes desde a fase de grupos até aos quartos-de-final. A equipa de Conceição venceu o grupo D da prova, à frente de Lokomotiv Moscovo, Schalke 04 e Galatasaray, eliminando depois a Roma nos oitavos-de-final. Nos quartos-de-final, e sempre com Danilo a realizar a totalidade dos minutos, o FC Porto foi eliminado pelo Liverpool, futuro campeão da prova.

No verão de 2019, com a saída de Héctor Herrera para o Atlético de Madrid, Danilo Pereira passou a ser o capitão principal do FC Porto. Em 2019-20, o médio português manteve a regularidade, ao ser utilizado em 37 dos primeiros 53 jogos que a equipa, treinada pela terceira temporada seguida por Sérgio Conceição, disputou. Na parte final da época, Danilo apontou dois golos decisivos para a conquista da Liga Portuguesa por parte do FC Porto. A 9 de julho de 2020, na jornada 31 da competição, fez o primeiro golo na vitória, por 3-1, do FC Porto contra o Tondela. A 15 de julho, Danilo voltou a inaugurar o marcador, desta feita na vitória contra o Sporting, por 2-0. Após essa partida, o FC Porto selou o título de campeão nacional, o segundo na carreira de Danilo.

## Seleção Nacional
Estreou pela Seleção Portuguesa principal em 31 de março de 2015, em partida amistosa contra Cabo Verde. Internacional AA português em 37 ocasiões, Danilo atuou nas duas únicas conquistas de grandes torneios que a principal seleção portuguesa de futebol tem no seu palmarés, o Europeu 2016 e a Nations League da temporada 2018-19, a primeira edição do torneio da UEFA. Pela conquista do Euro 2016, possui, tal como a restante seleção portuguesa, o grau de Comendador da Ordem do Mérito da República Portuguesa. Danilo Pereira foi também vice-campeão no mundial FIFA sub-20 em 2011.

### Seleções Jovens
Danilo foi chamado pela primeira vez às seleções nacionais em 2009, quando foi convocado para os sub-18. Estreou-se a 27 de maio de 2009, num empate (3-3) contra a Alemanha no Torneio Internacional da Cidade de Lisboa. Lançado por Carlos Dinis, realizaria um total de cinco jogos pela seleção de sub-18 portuguesa, apontando um golo frente aos EUA, a 30 de maio de 2009, também no Torneio Internacional Cidade de Lisboa.

Danilo Pereira começou a ganhar forte notoriedade na seleção nacional de sub-19, ao serviço da qual atuou em 17 partidas. Estreou-se nesse escalão a 5 de setembro de 2009, numa derrota, por 1-0, frente à Turquia, no Torneio Internacional da República da Irlanda, com Ilídio Vale como selecionador. Danilo foi, depois, membro fundamental da seleção que chegou à fase final do Europeu sub-19 em 2010. Foi titular nos três jogos da fase de qualificação, ajudando Portugal a bater País de Gales (por 3-0, no dia 3 de novembro de 2009), Macedónia (por 3-0, no dia 5 de novembro de 2009) e Espanha (por 1-0, no dia 8 de novembro de 2009) para vencer o grupo 8 de qualificação. Em maio de 2010, a equipa de Ilídio Vale venceu o grupo 2 da Ronda de Elite após empatar vencer a Roménia (3-1, a 3 de maio), empatar com a Grécia (1-1, a 5 de maio) e vencer a Hungria (3-2, a 8 de maio), tendo Danilo sido titular em todas as partidas. Na fase final do Campeonato da Europa sub-19 de 2010, disputada em França, Danilo foi titular nos três jogos que Portugal realizou, numa seleção orientada por Ilídio Vale e que também contava com nomes como Cédric Soares, Mário Rui ou Sérgio Oliveira. A equipa portuguesa venceu a Itália por 2-0, tendo depois perdido por 2-1 contra Espanha e por 5-0 contra a Croácia. Portugal terminou a competição no 3.º lugar do grupo B, conseguindo o objetivo de garantir a qualificação para o Mundial sub-20 de 2011, a disputar na Colômbia.
Na seleção sub-20, Danilo deu continuidade ao destaque que foi obtendo ao serviço dos sub-19, somando 19 internacionalizações, três golos e mantendo-se como pilar da geração de jogadores nascidos em 1991. O médio estreou-se pelos sub-20 a 7 de outubro de 2010, num empate 3-3 num amigável contra a França. A 19 de julho de 2011, num jogo de preparação para o Mundial sub-20, Danilo fez os dois golos de Portugal num embate contra a seleção sub-20 do México.
Sem qualquer surpresa, Danilo Pereira fez parte dos 21 jogadores convocados por Ilídio Vale para o Mundial sub-20 de 2011, a disputar na Colômbia. Portugal, que no século XXI só havia disputado um Mundial sub-20 (em 2007), apresentou-se no torneio com uma equipa semelhante à que havia disputado, um ano antes, o Europeu sub-19. No grupo B da prova, Danilo foi titular nos jogos contra Uruguai (empate a zero no dia 30 de julho de 2011), Camarões (triunfo por 1-0 a 2 de agosto de 2011) e Nova Zelândia (vitória por 1-0 a 5 de agosto de 2011).[carece de fontes?] A equipa de Ilídio Vale venceu o grupo B e passou aos oitavos-de-final, onde defrontou a Guatemala. Com Danilo Pereira novamente em campo durante todo o jogo, um penalti de Nélson Oliveira deu a vitória por 1-0 a Portugal, que chegou aos quartos-de-final. Nessa fase, e novamente com Danilo a fazer toda a partida, a seleção portuguesa sub-20 eliminou a Argentina, por 5-4, nos penaltis, após um 0-0. Nas meias-finais, Danilo fez, aos 9 minutos, o primeiro golo de Portugal frente a França, selando Nélson Oliveira, com um tento aos 40 minutos, a vitória da equipa portuguesa por 2-0. Pela primeira vez desde 1991, Portugal estava na final de um Mundial sub-20. Na final contra o Brasil, Danilo Pereira voltou a ser titular, tal como nos seis outros encontros do torneio, não tendo visto qualquer amarelo. A seleção portuguesa chegou à final sem ter encaixado qualquer golo na prova, algo que a equipa brasileira, com Casemiro, Óscar e Philippe Coutinho conseguiu. O jogo ficou 2-2 nos 90 minutos, fruto de dois golos de Óscar para o Brasil e um de Alex e outro de Nélson Oliveira para Portugal. No prolongamento, Óscar voltou a marcar e deu o título mundial ao Brasil, perante uma seleção de Ilídio Vale que teve Danilo Pereira durante os 120 minutos em campo.

Continuando o seu percurso pelas seleções jovens, Danilo Pereira realizou três internacionalizações ao serviço da seleção portuguesa sub-21. Com Rui Jorge no banco, Danilo estreou-se a 29 de fevereiro de 2012, num triunfo por 2-0 num amigável frente à Ucrânia. O médio fez, ainda, uma partida contra a Rússia, a 1 de junho de 2012, de qualificação para o Europeu sub-21 de 2013  e outro duelo contra a Albânia, também de qualificação para o Europeu sub-21 de 2013. 

### Seleção AA
Danilo Pereira estreou-se pela seleção principal de Portugal a 31 de março de 2015, pela mão de Fernando Santos, numa derrota, por 2-0, num amigável frente a Cabo Verde, numa partida disputado no Estádio António Coimbra da Mota, no Estoril. A partir desse momento, Danilo foi sendo regularmente utilizado por Fernando Santos. O médio jogou nos amigáveis frente a Itália (vitória por 1-0, num jogo disputado em Genève a 16 de junho de 2016), França (derrota por 1-0, numa partida disputada em Lisboa a 4 de setembro de 2015) e Luxemburgo (2-0 para Portugal, a 17 de novembro de 2015) e nas partidas da fase de qualificação contra Albânia (vitória por 1-0, em Elbasan, a 7 de setembro de 2015), Dinamarca (triunfo por 1-0 em Braga, a 8 de outubro de 2015) e Sérvia (vitória por 2-1, em Belgrado, a 11 de outubro de 2015).

Em 2016, Danilo manteve a sua importância ao longo dos amigáveis de preparação para o Europeu. O médio jogou nos encontros amigáveis frente à Bulgária (derrota portuguesa por 1-0 a 25 de março de 2016), Bélgica (vitória por 2-1 a 29 de março de 2019), Noruega (triunfo por 3-0 a 29 de maio de 2016), Inglaterra (derrota portuguesa por 1-0 a 2 de junho de 2016) e Estónia (goleada de Portugal, por 7-0). Neste último jogo, a 8 de junho de 2016 no Estádio da Luz, Danilo apontou o seu primeiro golo pela seleção AA de Portugal. 

### Euro 2016
Danilo Pereira foi, sem surpresa, um dos 23 convocados por Fernando Santos para o Europeu 2016. Foi um dos oito jogadores a atuar em Portugal a ser convocado, e o único do FC Porto.[carece de fontes?] O médio começou o torneio em França como titular, realizando 90 minutos no duelo contra a Islândia. A 14 de junho de 2016, Danilo fez toda a partida no empate a um golo que se verificou no Stade Geoffroy Guichard, em Saint-Étienne, no primeiro duelo do grupo F. No segundo embate do grupo, no qual Portugal empatou a zero contra a Áustria, Danilo não foi utilizado, voltando a jogar na última jornada do grupo F. Danilo entrou aos 81’ no empate (3-3) de Portugal contra a Hungria, em jogo disputado no Stade de Lyon a 22 de junho de 2016. Com este resultado, a equipa de Fernando Santos terminou o grupo F em 3.º lugar, passando aos oitavos-de-final como um dos melhores terceiros classificados.

Nos oitavos-de-final, Portugal enfrentou a Croácia, no dia 25 de junho, no Stade Bollaert-Delelis, em Lens. Após o 0-0 nos 90 minutos, Danilo Pereira entrou em campo aos 108 minutos, vendo o golo de Quaresma, aos 117 minutos, que colocou Portugal nos quartos-de-final. Nessa fase, Portugal jogou contra a Polónia, no Stade Vélodrome, em Marselha. Após o empate a um golo nos 90 minutos, Danilo Pereira entrou em campo aos 96 minutos, realizando 24 minutos antes do duelo ir a penaltis, nos quais Portugal venceu por 5-3. Nas meias-finais, Danilo foi, novamente, titular. O médio atuou os 90 minutos no jogo contra o País de Gales, a 6 de julho de 2016, em Lyon. Com golos de Nani e Cristiano Ronaldo, Portugal garantiu a presença na final da competição. A 10 de julho de 2016, no Stade de France, a equipa de Fernando Santos bateu, por 1-0, a França, num jogo no qual Danilo não foi utilizado, conquistando, pela primeira vez na história, uma grande competição de seleções AA para Portugal.

### Taça das Confederações e Mundial 2018
Após a histórica conquista do Europeu 2016, Danilo Pereira participou em dois jogos amigáveis de Portugal, frente à Suécia (derrota por 3-2 a 28 de março de 2017) e Chipre (triunfo por 4-0 a 3 de junho de 2017). Sem surpresa, Danilo foi um dos 23 convocados por Fernando Santos para representar Portugal na Taça das Confederações 2017, que se realizou na Rússia, naquela que foi a primeira participação lusa na prova. A equipa campeão da Europa competiu no grupo A, juntamente com México, Rússia e Nova Zelândia.

No primeiro jogo, contra o México, Portugal empatou (2-2) e Danilo não foi utilizado. Na segunda partida, contra a seleção anfitriã, a Rússia, Danilo entrou aos 82 minutos da partida disputada em Moscovo, a 21 de junho de 2017. O médio ajudou a segurar o triunfo, por 1-0, fruto de um golo de Cristiano Ronaldo aos 8 minutos. No terceiro jogo da fase de grupos, disputado em São Petersburgo a 24 de junho de 2017, Danilo jogou os 90 minutos contra a Nova Zelândia. Portugal venceu por 4-0 e passou às meias-finais da prova como 1.ª classificada do grupo A. Nas meias-finais, Portugal empatou com o Chile, sendo depois eliminado no desempate por penaltis, não tendo Danilo participado nessa partida. A equipa de Fernando Santos terminou a sua participação na Taça das Confederações no dia 2 de julho de 2017, em Moscovo. No jogo de atribuição do 3.º e 4.º lugares, Danilo jogou 82 minutos no triunfo de Portugal contra o México, após prolongamento, por 2-1. 

Depois da participação na Taça das Confederações, Danilo manteve o seu papel de relevo na seleção portuguesa. O médio realizou os 90 minutos nas partidas de qualificação para o Mundial 2018 ante a Hungria (vitória portuguesa por 1-0, a 3 de setembro de 2017) e Andorra (triunfo da equipa de Fernando Santos por 2-0, a 7 de outubro de 2017). Danilo participou também na vitória, por 2-0, de Portugal contra a Suíça a 10 de outubro de 2017. Com esse triunfo, a equipa lusa garantiu a vitória no grupo B e a qualificação para o Mundial 2018. Até final de 2017, Danilo foi titular nos jogos amigáveis contra a Arábia Saudita (triunfo português por 3-0) e Estados Unidos da América (empate a um). No entanto, uma rotura parcial do tendão de Aquiles da perna esquerda sofrido em abril de 2018 impediu que o jogador estivesse presente no Mundial da Rússia. 

### Nations League
Após quase um ano sem representar a seleção nacional, devido à grave lesão sofrida, Danilo voltou às contas de Fernando Santos a 11 de outubro de 2018. O médio foi utilizado na vitória (3-2) de Portugal na Polónia, na segunda jornada do grupo 3 da Liga A da Nations League, uma nova competição criada pela UEFA. Nas duas últimas jornadas do grupo 3 da Liga A da Nations League, Danilo foi utilizado por Fernando Santos, participando nos empates contra Itália (0-0 a 17 de novembro de 2018) e Polónia (1-1 a 20 de novembro de 2018, numa partida na qual Danilo foi expulso pela primeira e única vez em 37 internacionalizações AA. Foi, aliás, o único cartão que o médio viu ao serviço da seleção portuguesa, visto nunca ter sido amarelado). Estes resultados permitiram a Portugal vencer o seu grupo e classificar-se para a Final Four da Nations League.

Antes de Portugal disputar a Final Four da Nations League, a equipa de Fernando Santos começou a fase de qualificação para o Euro 2020. No grupo B, os campeões da Europa enfrentaram, a 25 de março de 2020, a Sérvia no Estádio da Luz. Portugal empatou a um golo, tendo o tento da turma de Fernando Santos sido marcado por Danilo, num fantástico remate de fora da área. Foi o segundo golo do médio pela seleção AA.

A 23 de maio de 2019, Fernando Santos anunciou os 23 convocados para a Final Four da Nations League e, sem surpresa, Danilo Pereira foi um dos eleitos. A competição decorreu no Porto e em Guimarães, com Portugal a defrontar a Suíça numa das meias-finais, enquanto a outra foi disputada entre Inglaterra e Holanda.[carece de fontes?] A 5 de junho de 2019, no Estádio do Dragão, Portugal bateu a Suíça por 3-1 (Danilo não foi utilizado), o mesmo resultado com que, no dia seguinte, a Holanda derrotou a Inglaterra, mas após prolongamento. A 9 de junho de 2020, no Estádio do Dragão, Danilo Pereira foi titular na final da Nations League, entre Portugal e a Holanda. Com o médio a realizar os 90 minutos, a equipa de Fernando Santos venceu por 1-0, graças a um golo de Gonçalo Guedes. Portugal, que até 2016 não havia conquistado qualquer título a nível de seleção AA, erguia assim o seu segundo troféu em três anos, e ambos com participação de Danilo Pereira.

## Vida pessoal
A 6 de setembro de 2011, foi feito Cavaleiro da Ordem do Infante D. Henrique. A 10 de julho de 2016, foi feito Comendador da Ordem do Mérito.
Tem duas filhas Keyla e Kiara, nascida em dia 5 de dezembro de 2017.
Casou-se em 20 de junho de 2019 em Itália, com a mãe das sua filhas, numa cerimónia que decorreu na cidade italiana de Amalfi.

## Títulos
Porto
- Campeonato Português: 2017–18 e 2019–20
- Supertaça de Portugal: 2018
- Taça de Portugal: 2019–20

Paris Saint-Germain
- Copa da França: 2020–21 e 2023–24
- Campeonato Francês: 2021–22, 2022–23 e 2023–24
- Supercopa da França: 2023

Al-Ittihad
- Campeonato Saudita: 2024–25[22]
- Copa do Rei: 2024–25[23]

Seleção Portuguesa
- Campeonato Europeu: 2016
- Liga das Nações da UEFA: 2018–19